# Luciano Pizzetti
Luciano Pizzetti (Cremona, 4 giugno 1959) è un politico italiano, deputato alla Camera per il Partito Democratico nella XVI e XVIII legislatura.
È stato anche senatore della Repubblica nella XVII legislatura, ricoprendo vari incarichi parlamentari tra cui quello di segretario d'aula, e sottosegretario di Stato alla Presidenza del Consiglio dei ministri nei governi Renzi e Gentiloni.

## Biografia
Inizia il suo impegno sociale nel movimento studentesco e in seguito entra nella Federazione Giovanile Comunista Italiana (FGCI), l'organizzazione giovanile del Partito Comunista Italiano (PCI), di cui divenne segretario della federazione cremonese.
In seguito allo scioglimento del PCI con la svolta della Bolognina di Achille Occhetto nel 1991, aderisce alla nascita del post-comunista Partito Democratico della Sinistra (PDS), dov'è stato segretario del PDS a Cremona, consigliere comunale nella medesima città dal 1999 al 2004, consigliere provinciale e capogruppo nel consiglio provinciale di Cremona dal 1985 al 1995. Dal 1985 al 1995 è anche consigliere comunale di Ca' d'Andrea (Cremona). Artefici negli anni '90 delle prime esperienze amministrative del centro-sinistra, è stato una figura tra i fondatori de L'Ulivo e tra i promotori della riforma del Titolo V della Costituzione.

### Dai DS fino al PD
Nel 1998 aderisce alla svolta di Massimo D'Alema dal PDS ai Democratici di Sinistra (DS), unificando il PDS con altre forze della sinistra italiana, con cui nel 2001 assume la carica di segretario regionale dei DS in Lombardia, mantenendo l'incarico fino al 2006.
Alle elezioni regionali in Lombardia del 2000 si candida tra le file della lista "Centro-sinistra per Martinazzoli", a sostegno della mozione di Mino Martinazzoli, venendo eletto nella circoscrizione di Cremona in consiglio regionale della Lombardia per i Democratici di Sinistra. Viene poi riconfermato alle elezioni regionali lombarde del 2005 nel medesimo collegio per la lista Uniti nell'Ulivo.
Alle elezioni politiche del 2008 viene candidato alla Camera dei deputati, tra le liste del Partito Democratico (PD) nella circoscrizione Lombardia 3 in seconda posizione, risultando eletto deputato. Nella XVI legislatura è stato componente della 6ª Commissione Finanze e della Commissione parlamentare per le questioni regionali.

### Senatore e Sottosegretario di Stato
Alle elezioni politiche del 2013 viene candidato al Senato della Repubblica, dove risulta eletto senatore tra le liste del PD nella circoscrizione Lombardia. Nel corso della XVII legislatura della Repubblica è stato, dal 21 marzo 2013 al 28 febbraio 2014, segretario della presidenza del Senato, membro della 1ª Commissione Affari Costituzionali, della 2ª Commissione Giustizia, della 3ª Commissione Affari esteri, emigrazione e della Commissione parlamentare per le questioni regionali.
In seguito alla caduta del governo Letta, per volere del neo-segretario del PD Matteo Renzi per diventare Presidente del Consiglio, e alla nascita del suo governo, il 28 febbraio 2014 viene nominato dal Consiglio dei Ministri sottosegretario di Stato alle riforme costituzionali e ai rapporti con il Parlamento del governo Renzi.
Il 19 giugno 2015 è uno dei promotori della nascita della nuova corrente all'interno del PD "Sinistra è cambiamento", formata da esponenti non renziani del governo Renzi posizionati però più a sinistra di loro, che si richiamano a Maurizio Martina, Ministro delle politiche agricole alimentari e forestali, puntando alla sopravvivenza del governo stesso.
A seguito delle dimissioni di Renzi da premier, per la bocciatura della riforma Renzi-Boschi al referendum costituzionale, il 29 dicembre 2016 viene nominato sottosegretario di Stato alla Presidenza del Consiglio dei ministri con l'Autorità delegata per la sicurezza della Repubblica.
Alle elezioni primarie del PD del 2017 sostiene la mozione di Matteo Renzi, segretario uscente ed ex Presidente del Consiglio, assieme a quasi tutti i sottosegretari del PD nei governi Renzi e Gentiloni, pur rimarcando di non essere un renziano, che vince con quasi il 70% dei voti.

### Ritorno alla Camera
Alle elezioni politiche del 2018 viene ricandidato a Montecitorio tra le liste del PD, nella circoscrizione Lombardia 4 nel primo posto del collegio plurinominale 2, dove risulta rieletto deputato. Nella XVIII legislatura è componente della 9ª Commissione Trasporti, poste e telecomunicazioni della Camera.
Nel 2021 firma 2 dei 6 quesiti sui referendum abrogativi proposti dalla Lega di Matteo Salvini e il Partito Radicale, quello sulla separazione della carriera di pubblico ministero da quella di giudice e quello sulla responsabilità civile, e in vista dei referendum abrogativi sulla giustizia del 2022, sempre promossi da Lega e i radicali, si schiera per il "Sì" a tutti e cinque i quesiti, facendo parte della fronda nel PD a favore dei referendum assieme ai dirigenti di "Base riformista" di Lorenzo Guerini e "Giovani turchi" di Matteo Orfini.
In vista delle elezioni politiche anticipate del 2022 non si ricandida al Parlamento.

### Ritorno al Consiglio comunale di Cremona
Alle elezioni amministrative cremonesi del 2024 è candidato consigliere nella lista civica Cremona sei tu! che appoggia il candidato sindaco del centrosinistra Andrea Virgilio. Con 469 preferenze è eletto consigliere.